# Kawata Kazuhiro
Kazuhiro Kawata (sinh ngày 11 tháng 6 năm 1982) là một cầu thủ bóng đá người Nhật Bản.

## Sự nghiệp câu lạc bộ
Kazuhiro Kawata đã từng chơi cho Oita Trinita, Gainare Tottori, Matsumoto Yamaga FC, FC Ganju Iwate, Akita FC Cambiare và Blaublitz Akita.